# 梅西水库
梅西水库是中华人民共和国广东省梅州市梅县区西北部程江上的一座中型水库，距梅州市城区25千米，是一座以防洪、灌溉为主，结合发电、供水的季调节水库。水库于1964年10动工兴建，1967年4月竣工。总库容5100万立方米。大坝为均质土坝，坝高27.6米，坝轴线长150米，坝顶宽7米。坝后有梅西、三门峡、黄石仑和长滩四级电站，总装机容量10860千瓦，年均发电量3000万千瓦时。建库以来，下游的防洪能力显著提高，下游多级电站发电用和2000公顷农田灌溉及梅县发电厂（火电）冷却用水得到调节和保障。